# Ömmetjärnen
Ömmetjärnen är en sjö i Munkedals kommun i Bohuslän och ingår i Enningdalsälvens huvudavrinningsområde. Sjön är 4,1 meter djup, har en yta på 0,026 kvadratkilometer och befinner sig 175 meter över havet.